# Marja Habraken
Marja Habraken (Den Haag, 15 november 1939 - Amsterdam, 7 april 1989) was een Nederlands actrice.

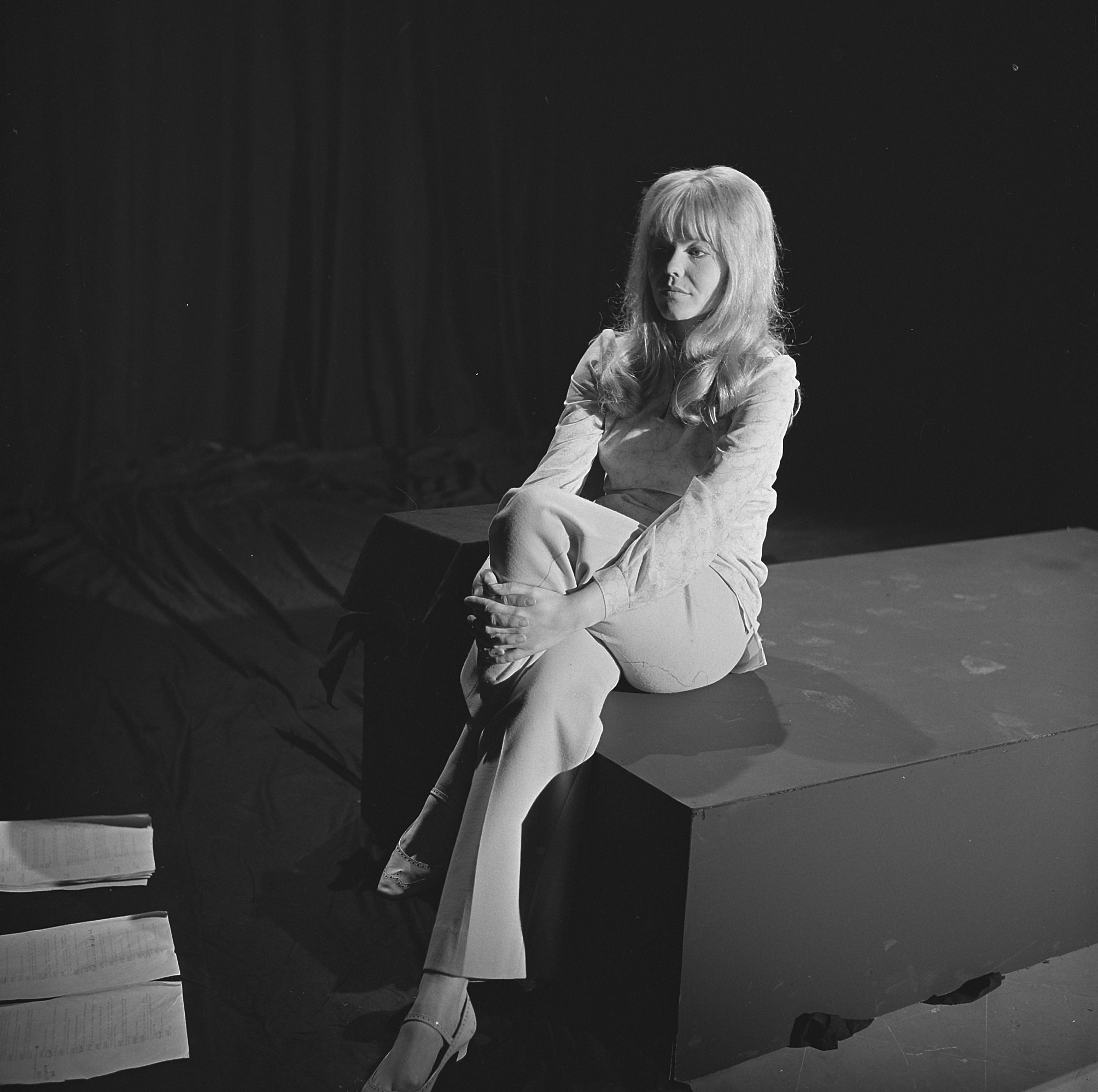
Marja Habraken

Ze speelde in vele toneelstukken en op televisie in onder meer Waaldrecht, Op hoop van zegen en Iris.
In 1968 won ze de Colombina, een bronzen beeldje dat jaarlijks wordt uitgereikt naar het inzicht van een jury van de Nederlandse Vereniging van Schouwburg- en Concertgebouwdirecties voor de meest indrukwekkende vrouwelijke, ondersteunende acteursrol in een Nederlands theaterseizoen. Habraken was getrouwd met regisseur Bob Rooyens en had later een relatie met schrijver Hugo Claus.
Op 7 april 1989 maakte ze een einde aan haar leven.

## Filmografie
- De vier dochters Bennet (1961)
- Yerma (1966)
- Maigret (aflevering Maigret en het meisje voor dag en nacht) (1968)
- Elke dag is er een (1970)
- De Sabijnse maagdenroof (1973)
- Waaldrecht (aflevering Spreken is goud) (1974)
- Centraal Station (1974)
- Iris (1987)